# Karl Wolf
Karl Wolf (Bernsbach, 27 maggio 1924 – 26 novembre 2005) è stato un calciatore tedesco orientale dal 1990 tedesco, di ruolo centrocampista.

## Carriera

### Club
Wolf inizia la carriera agonistica nel WSV Celle, con cui raggiunge nella stagione 1943-1944 la fase nazionale del campionato tedesco, venendo eliminato con il suo club al primo turno da futuri finalisti del LSV Amburgo.
Terminata la seconda guerra mondiale si trasferisce a Aue nella neo-costituita Repubblica Democratica Tedesca per giocare nel Wismut Karl-Marx-Stadt, club nel quale giocherà sino al ritiro, avvenuto nel 1960.
Con il suo club vinse quattro DDR-Oberliga (1955, 1956, 1957, 1959) ed una FDGB Pokal.

### Nazionale
Ha giocato dieci incontri con la nazionale della DDR.

## Palmarès

### Competizioni nazionali
- Campionato tedesco orientale: 4

Wismut Karl-Marx-Stadt: 1955, 1956, 1957, 1959
- Coppa della Germania Est: 1

Wismut Karl-Marx-Stadt: 1954-1955